# Purismo renacentista

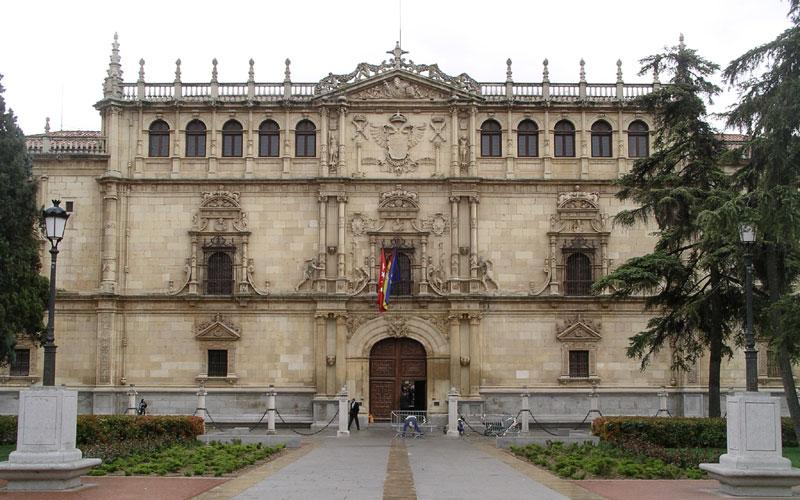
Fachada del Colegio Mayor de San Ildefonso, Alcalá de Henares, de Rodrigo Gil de Hontañón (1537-1553).

Purismo es una denominación historiográfica, que como varias otras posibles (plateresco purista, grecorromano, estilo Príncipe Felipe, casticismo purista o fase serliana), designa a una fase inicial de la arquitectura renacentista española, que se desarrolló entre 1530 y 1560, posteriormente al estilo Reyes Católicos (estilo isabelino o estilo Cisneros) y previamente a la arquitectura herreriana del último tercio del siglo XVI. Su identificación o no con el concepto genérico de plateresco (término en el que se engloba la transición entre el gótico final y el renacimiento inicial) es objeto de debate. La denominación "Príncipe Felipe" se refiere al periodo en el que Felipe II de España (nacido en 1527) aún no había recibido la herencia de la Monarquía Hispánica por abdicación de su padre el emperador Carlos V (1556). La denominación "serliana" se debe al influyente arquitecto y tratadista Sebastiano Serlio (además de al elemento arquitectónico denominado serliana en su honor). Lo grecorromano, lo casticista y lo purista se refieren a la interpretación que se da a distintos elementos constitutivos del estilo, sean intelectuales, formales, estructurales o decorativos. Hasta entonces, los tratadistas de la época denominaban a las formas clasicistas del Renacimiento italiano como lo romano (Diego de Sagredo Las Medidas del Romano, 1526), mientras que a las formas tardogóticas eran denominadas lo moderno. Para la periodización estilística más habitual en la historiografía del arte, a esas alturas del siglo XVI el Cinquecento ya había entrado en su fase manierista, mientras que para el arte español se suele utilizar la expresión Alto Renacimiento (reservando la expresión Bajo Renacimiento para el último tercio del siglo).

## Descripción

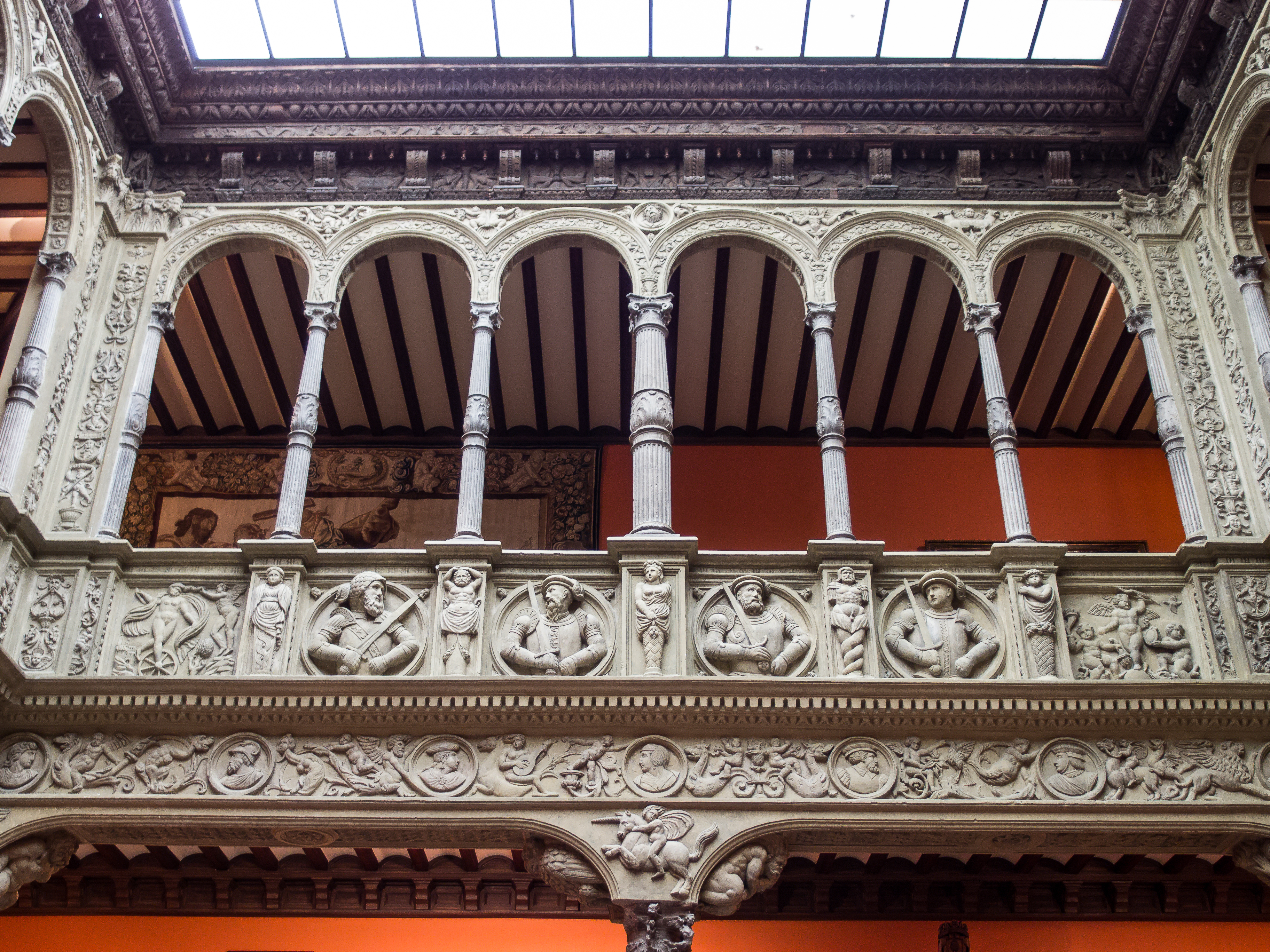
El Patio de la Infanta (1550) en Zaragoza

La introducción del Renacimiento en España coincidió con una época de gran esplendor político, económico y social, tras la unión entre Castilla y Aragón, el fin de la Reconquista, el descubrimiento de América y la llegada al poder de los Austrias. Si bien en sus inicios el nuevo estilo proveniente de Italia convivió con la pervivencia de las formas góticas y mudéjares, poco a poco se fue afianzando y sirvió de expresión del nuevo poder político, ligado a la nueva concepción contrarreformista de la Iglesia católica. En el primer tercio del siglo XVI surgió el plateresco, estilo de fina y elegante decoración, caracterizado por la utilización de almohadillados en las paredes exteriores, columnas abalaustradas con capiteles corintios, arcos de medio punto o carpaneles, y pilastras con decoración de grutescos. 

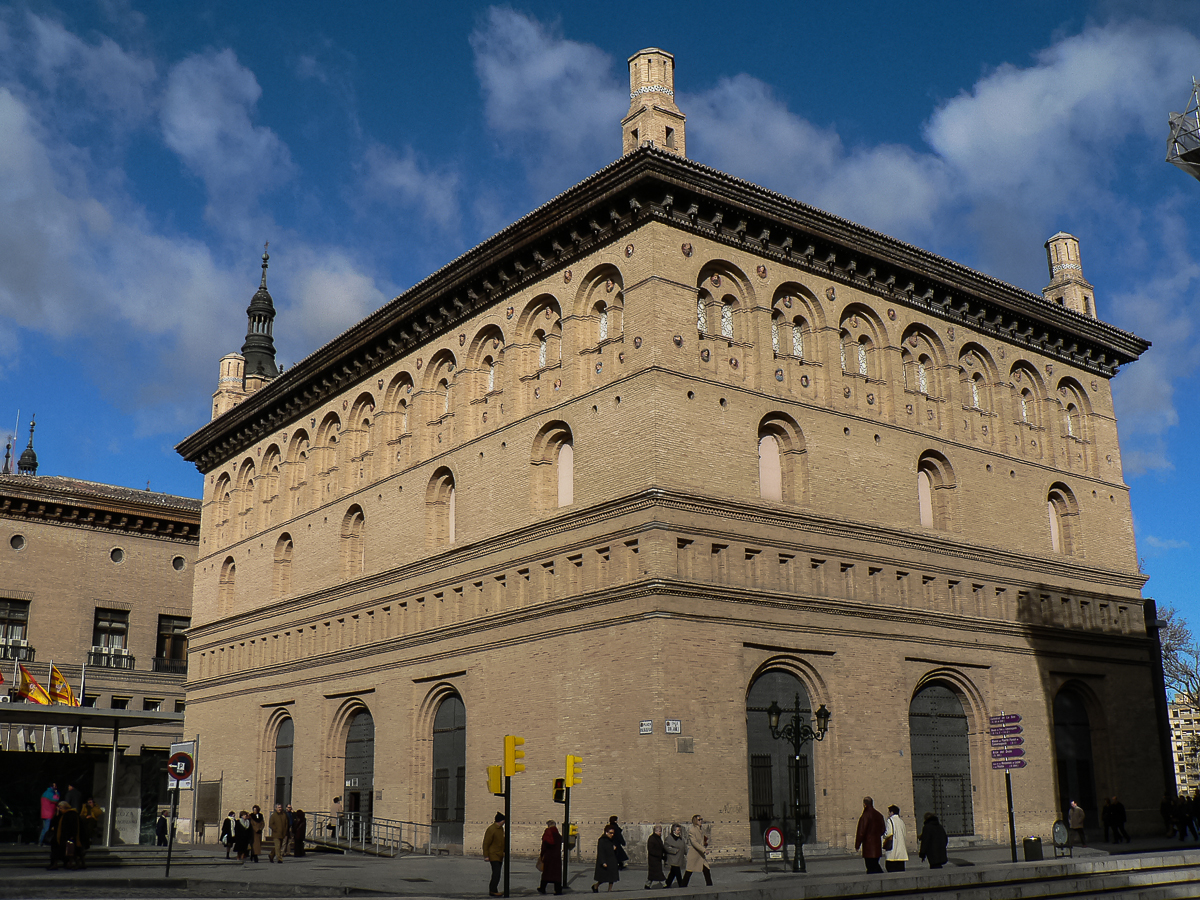
La Lonja de Zaragoza (1541-1551)

Frente al recargado decorativismo del plateresco, el purismo buscó formas más sencillas y depuradas, en una línea sobria y clásica, de equilibrio y perfección técnica, atendiendo más a las cuestiones estructurales y a la armonía de proporciones. Los arquitectos tienen mejor preparación y formación, gracias a la publicación de varios tratados teóricos como Medidas del Romano, de Diego de Sagredo (Toledo, 1526), primer tratado renacentista escrito fuera de Italia, que remarca la preponderancia de la proporción y la correcta disposición de los elementos por sobre la decoración. 
El purismo se caracterizó por el uso de bóvedas ovaladas o de cañón, arcos de medio punto, cúpulas de media naranja y decoración esculpida reducida a pequeños espacios estratégicos, valorándose el espacio liso como exponente de esta nueva estética más pura y armoniosa. En general, el aspecto de la arquitectura purista es de equilibrio y monumentalidad, frente a la aparente fragilidad y al decorativismo del plateresco.

## Obras
Las principales muestras del estilo se encuentran en Castilla y Andalucía.

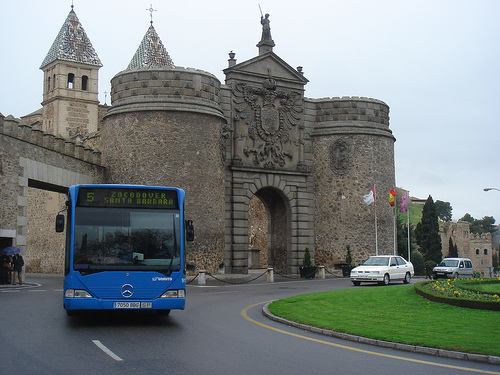
Puerta de Bisagra.

En Toledo desarrolló su obra Alonso de Covarrubias, iniciado en el plateresco (Patio del Hospital de la Santa Cruz), que alcanzó el puesto de arquitecto real (1537). Entre sus construcciones están la Puerta Nueva de Bisagra (en forma de arco triunfal), el Alcázar ( de planta rectangular y severa fachada flanqueada por torres) y el Hospital de Tavera (1541), que por su clasicismo y sobriedad apuntaba ya al estilo herreriano. En Alcalá de Henares construyó el Palacio Arzobispal, con una fachada monumental rematada por una galería de arcos rebajados.

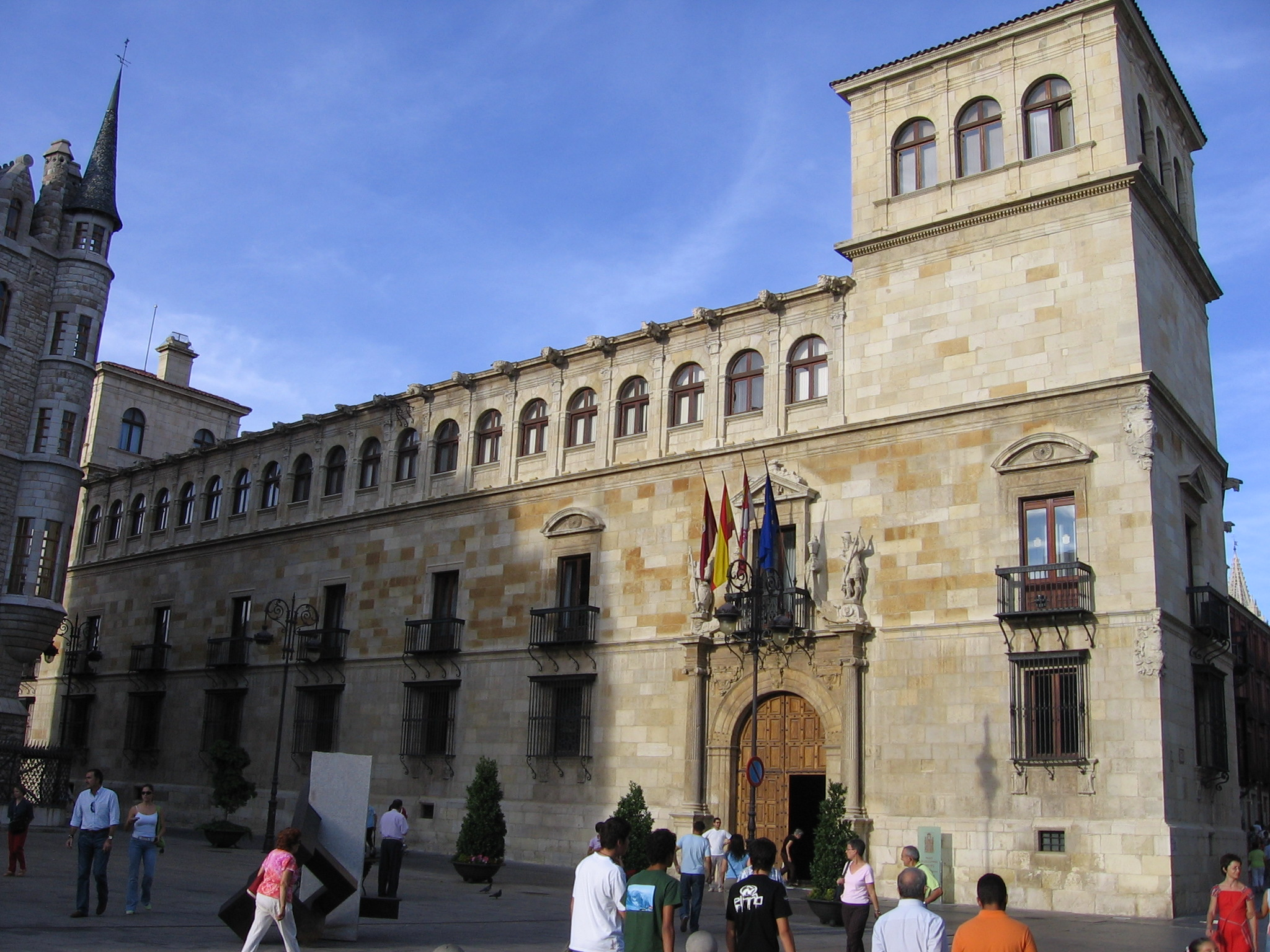
Palacio de los Guzmanes.

Rodrigo Gil de Hontañón trabajó principalmente en Salamanca, aunque intervino en proyectos por toda Castilla. Se formó igualmente en el plateresco, aunque sus obras más representativas serán del purismo. En 1539 proyectó –con fray Martín de Santiago– el Palacio de Monterrey, construido tan sólo en una cuarta parte, pero que es un notable ejemplo de arquitectura civil, con unas magníficas torres con cresterías y miradores calados. Una de sus mejores obras sería la fachada del Colegio Mayor de San Ildefonso en la Universidad de Alcalá de Henares (1537-1553), con una decoración perfectamente distribuida a intervalos regulares, frontón y remate de cresterías con guirnaldas. Otras obras suyas fueron el Palacio de los Guzmanes en León, la Iglesia de La Magdalena en Valladolid y las fachadas de las dependencias catedralicias de las Platerías de la Catedral de Santiago de Compostela (1540).

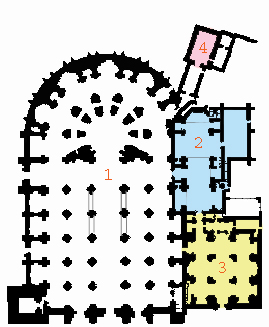
Planta de la Catedral de Granada.

Diego de Siloé también fue en sus inicios uno de los principales exponentes del plateresco (Patio del Colegio de los Irlandeses, Salamanca; Escalera Dorada de la Catedral de Burgos). Posteriormente desarrolló la mayor parte de su obra en Granada, donde realizó el panteón para el Gran Capitán en la Iglesia de San Jerónimo, en colaboración con el italiano Jacobo Florentino. Su principal obra fue la Catedral de Granada (iniciada en 1528), continuando con el diseño original gótico de Enrique Egas, al que efectuó numerosas transformaciones: convirtió el presbiterio en una rotonda cupuliforme, precedida por un gran arco de tipo triunfal. En los pilares de las naves elevó la altura con unas pequeñas columnas sobre un entablamento situado en el capitel, como había hecho Brunelleschi en Florencia. Esta disposición influyó en obras posteriores como las catedrales de Málaga y Guadix, así como las de Guadalajara (México), Lima y Cuzco (Perú).

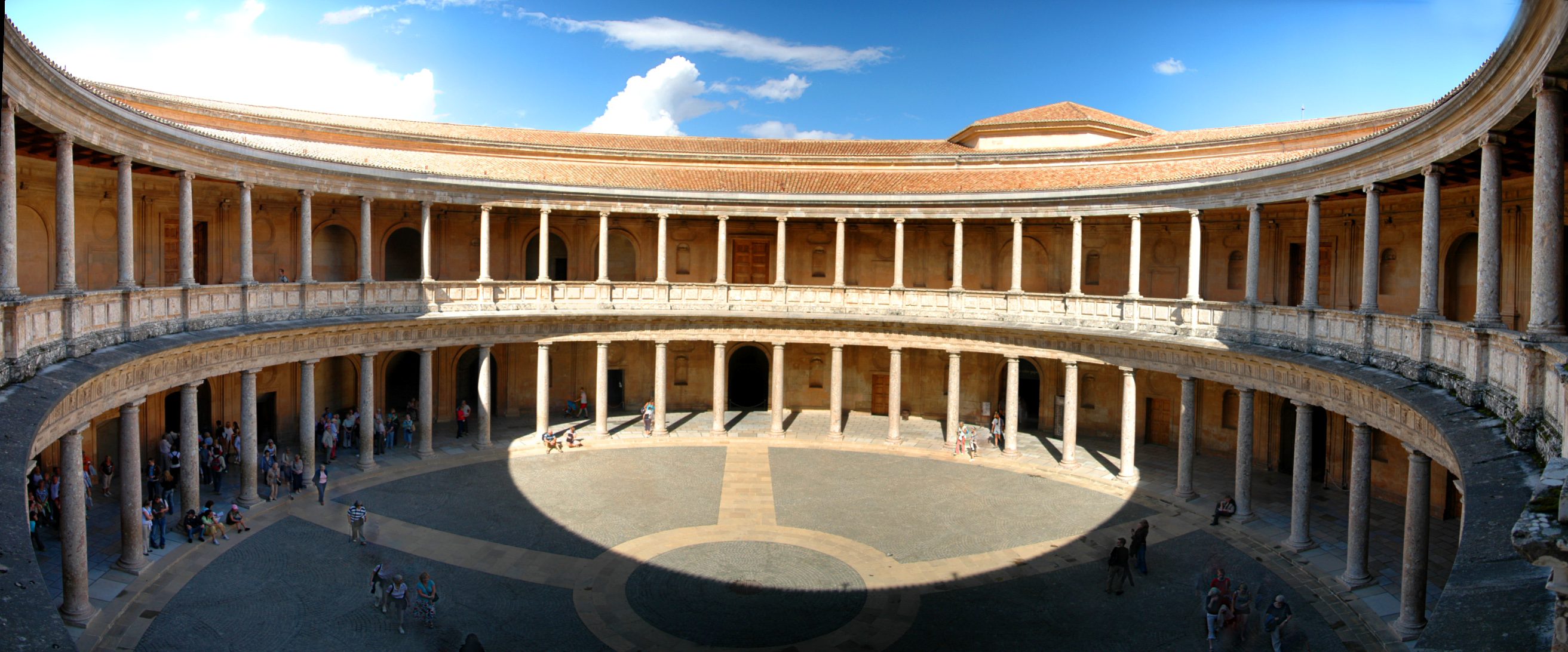
Palacio de Carlos V en Granada, de Pedro Machuca.

En Granada trabajó también Pedro Machuca, autor del Palacio de Carlos V en la Alhambra  (iniciado en 1528 e interrumpido a la muerte del arquitecto en 1550). La planta comprendía un patio circular y una capilla octogonal, que no llegó a construirse. El patio, de influencia bramantesca, es una las obras maestras del purismo y de la arquitectura renacentista española, ejemplo de equilibrio y perfección clásica, con dos pisos con columnas de orden dórico-toscano (el inferior) y jónico (el superior).

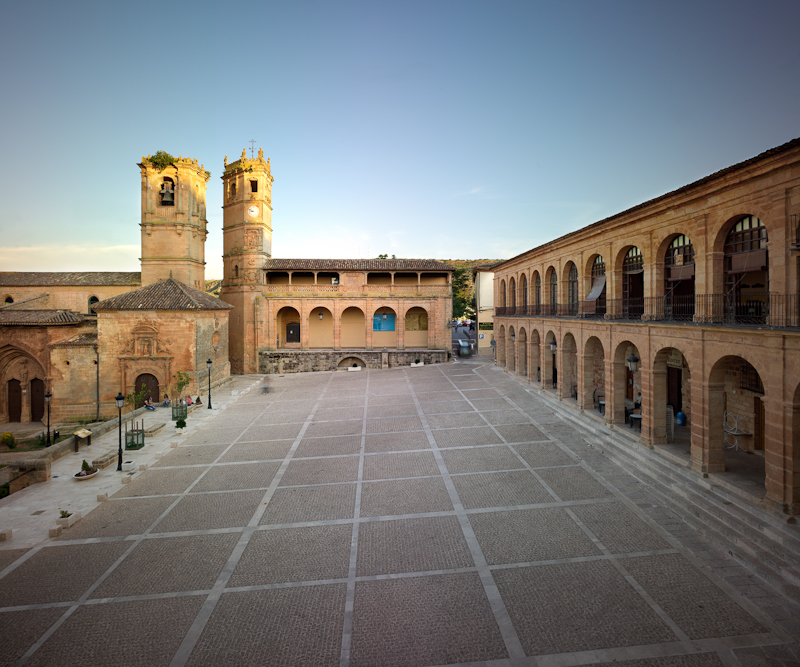
Plaza Mayor de Alcaraz (Albacete)

Otro gran exponente del purismo andaluz fue Andrés de Vandelvira, de estilo personal que se encaminaba ya al manierismo. Una de sus características fue el uso de bóvedas vaídas, como en la Sacra Capilla del Salvador de Úbeda (1536) –proyecto iniciado por Siloé, con quien Vandelvira trabajó en sus inicios–. Su gran obra fue la Catedral de Jaén (iniciada en 1540), de planta rectangular, con pilares inspirados en la Catedral de Granada. Es de remarcar en esta obra la Sacristía, con dobles entablamentos y superposición de arcos de estilo manierista, aunque de gran simplicidad estructural. Otras obras suyas fueron: la Capilla de San Francisco (1546); la Torre del Tardón en Alcaraz (1555); los palacios de Vela-Cobos (1561) y Vázquez de Molina (1562) y el Hospital de Santiago (1562-1575), todos ellos en Úbeda. La obra de Vandelvira dejó una gran huella en la arquitectura posterior, sobre todo en Andalucía, Murcia y Alicante.

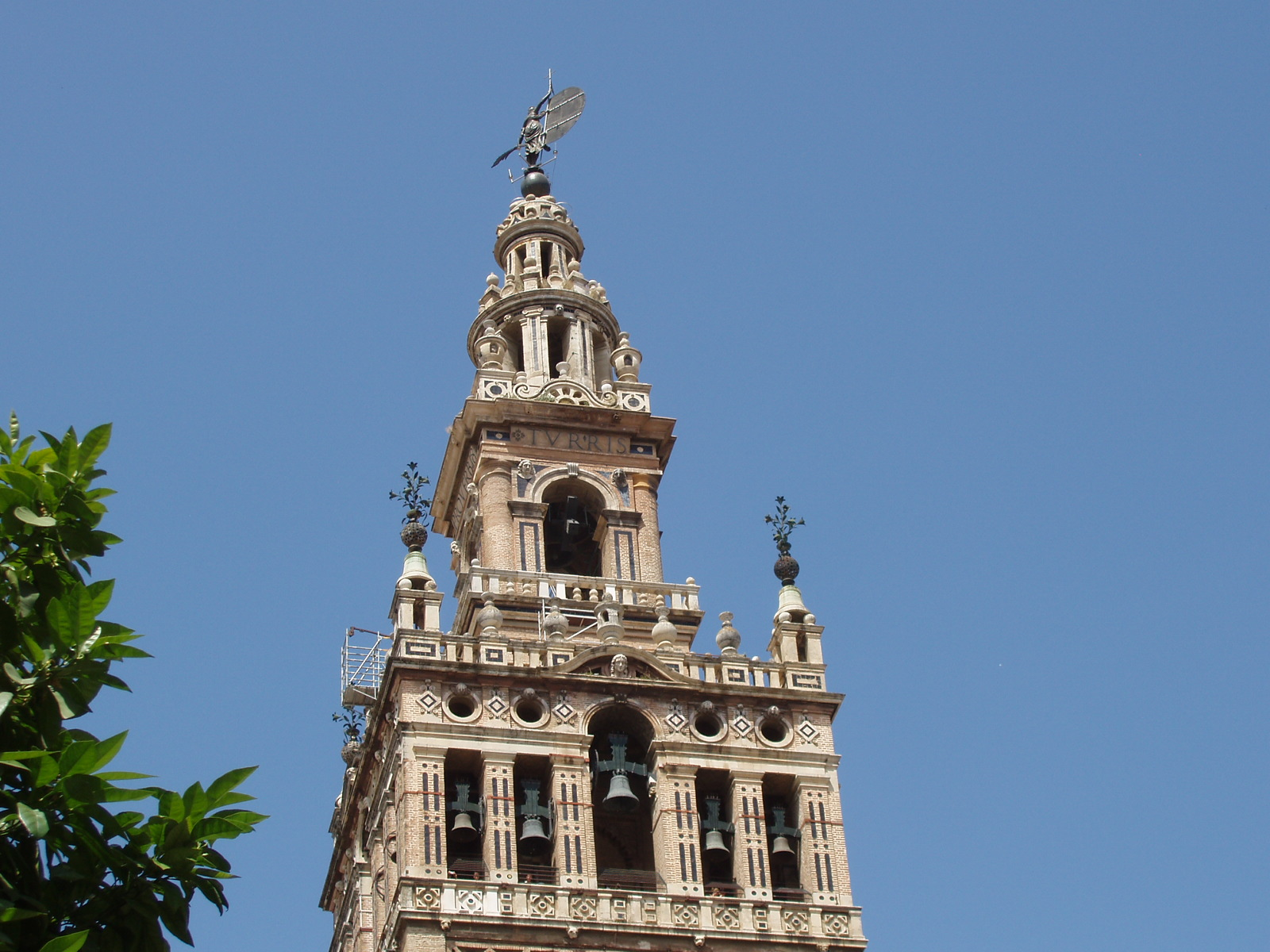
Remate de la Giralda.

En Sevilla destacó la construcción de la Capilla Real de la Catedral y el Hospital de la Sangre, de Martín Gaínza, así como el remate de la Giralda, de Hernán Ruiz el Joven, de influencia serliana, que influirá en los retablos andaluces posteriores.